# Luková (okres Ústí nad Orlicí)
Luková (německy Lukau, Lukkau) je obec v Pardubickém kraji, v okresu Ústí nad Orlicí, blízko česko-moravských hranic. Žije zde 755 obyvatel. Nejbližším městem je Lanškroun, vzdálený asi pět kilometrů. Luková leží v nadmořské výšce přibližně 370 metrů. Obcí protéká Lukovský potok.

## Historie

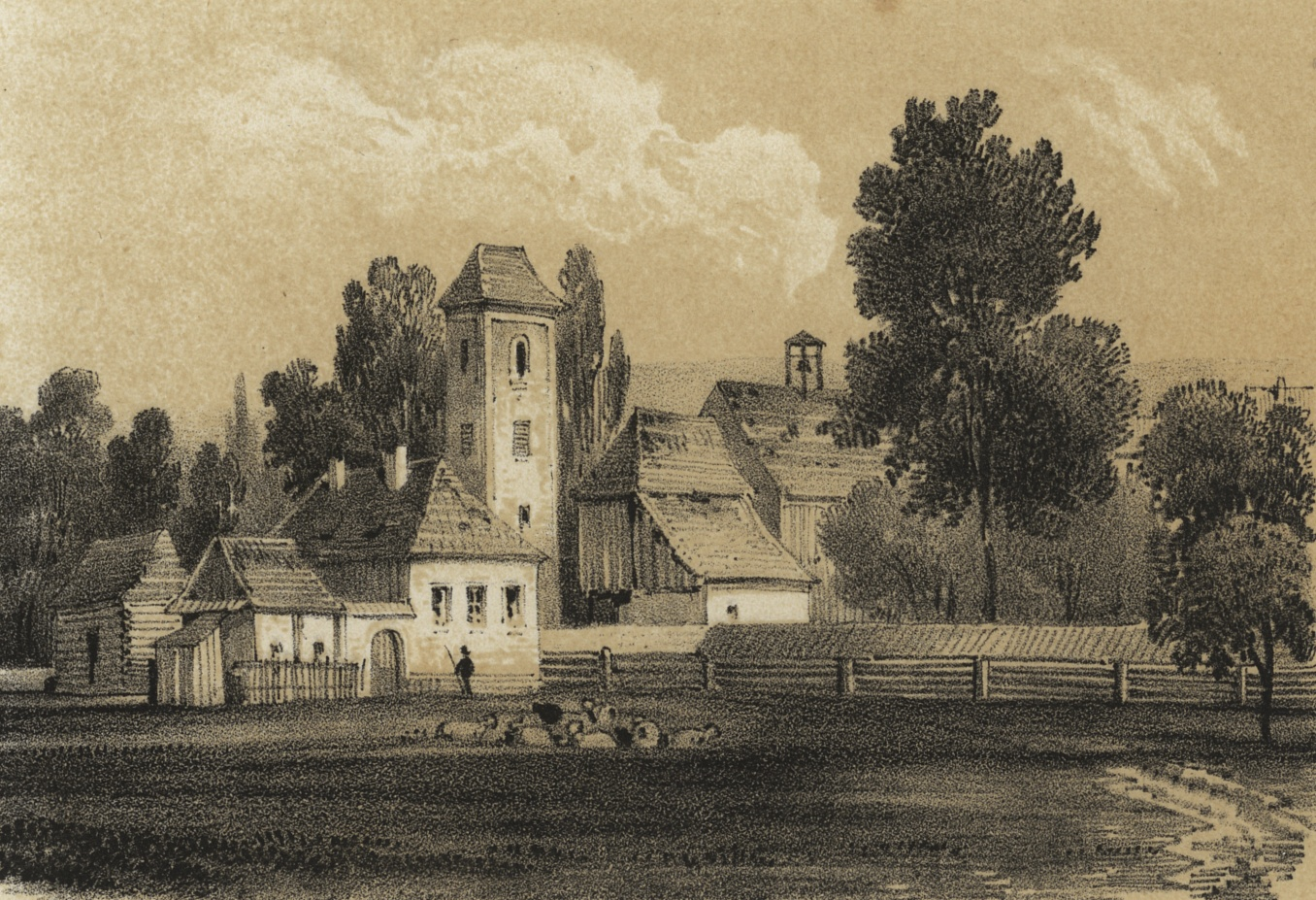
Luková v roce 1845

První písemná zmínka o vesnici pochází z roku 1304, kdy se Luková připomíná mezi majetkem, jímž král Václav II. obdařil Zbraslavský klášter. Po druhé světové válce došlo k velkému odsunu německého obyvatelstva.

## Části obce
- Luková
- Květná

## Pamětihodnosti
- Římskokatolický kostel svaté Markéty; nynější novogotická stavba z let 1882 až 1885 nahradila původní kostel dřevěný. Polohu bývalého kostela dodnes připomíná kamenný obelisk v místě jeho oltáře na hřbitově.
- Pomník vojákům Rudé armády
- Sousoší Nejsvětější Trojice, z roku 1812
- Socha sv. Jana Nepomuckého u železniční zastávky, z roku 1810
- Krucifix na návsi, z roku 1793
- Kamenný pískovcový kříž při odbočce na Květnou
- V obci se též dochovalo několik hospodářských usedlostí z 19. století.

## Sport
Fotbalový klub Tělovýchovná jednota Luková od sezony 2011/12 nastupuje v III. třídě okresu Ústí nad Orlicí. V novodobé historii je klubovým maximem účast v Okresním přeboru II. třídy okresu Ústí nad Orlicí.